# Chiyoda (croiseur)
Pour les articles homonymes, voir Chiyoda (homonymie).
Le Chiyoda a été le premier croiseur cuirassé de la Marine impériale japonaise. Il a été réalisé par le chantier naval John Brown & Company à Clydebank en Écosse et livré à Yokosuka le 11 avril 1891.

## Histoire
Sa construction est ordonnée par Louis-Émile Bertin sur ses plans avec l'accord du gouvernement de Meiji pour remplacer l'infortuné croiseur protégé Unebi qui disparut en mer trois mois après son lancement des Forges et Chantiers de la Gironde. Elle est payée par les assurances reçues du gouvernement français.
Le 5 septembre 1892, le Chiyoda fut attribué au prince Takehito Arisugawa (1862-1913). Après le déclenchement de la première guerre sino-japonaise de 1894-1895 il a été affecté comme patrouilleur sur les côtes de la Corée, de la Chine et de la Russie. Il fut aussi présent à la bataille de la rivière Yalou en 1884, frontière entre la Corée et la Chine puis à l'invasion de Taïwan après le bombardement des forts chinois de Chilung en 1895.
Après cette guerre le Chiyoda est rentré en cale sèche au chantier naval de Kure pour recevoir de nouvelles chaudières Belleville. Après cette refonte de 1898 il a été reclassé en croiseur cuirassé de 3e classe.
Au cours de la guerre russo-japonaise de 1904-1905, il a participé à la bataille de Chemulpo (9 février 1904), à la bataille de la mer Jaune (10 août 1904) et à la bataille d'Ulsan (14 août 1904). Le 12 janvier 1905, le Chiyoda est commandé par le prince Yorihito Higashifushimi .
Le 28 août 1912, le Chiyoda est reclassé comme navire garde-côtes de 2e classe. Au cours de la Première Guerre mondiale, il fait partie de la flotte japonaise pour l'invasion du port de la colonie allemande de Tsingtao dans la province chinoise de Shandong.
Le 28 août 1921, il est rayé du service et sert à divers tâches comme navire-dépôt de torpilles ou navire-école des cadets de la marine. Il est mis définitivement hors service le 28 février 1927 et il est coulé comme navire cible le 5 août 1927 dans le chenal entre les îles de Kyūshū et Shikoku par le croiseur lourd Furukata lors de la revue navale de l'empereur Hirohito. Après son démantèlement, le pont du Chiyoda a été conservé à l'Académie navale impériale du Japon d'Hiroshima où il sert de tribune lors de parades.

### Source de la traduction
- (en) Cet article est partiellement ou en totalité issu de l’article de Wikipédia en anglais intitulé « Japanese cruiser Chiyoda » (voir la liste des auteurs).